# Seigny
Seigny ist eine französische Gemeinde mit 153 Einwohnern (Stand 1. Januar 2022) im Département Côte-d’Or in der Region Bourgogne-Franche-Comté. Sie gehört zum Arrondissement Montbard und zum gleichnamigen Kanton Montbard. 
Nachbargemeinden sind Benoisey im Nordwesten, Fresnes im Norden, Éringes im Nordosten, Ménétreux-le-Pitois im Südosten und Grignon im Südwesten.

## Bevölkerungsentwicklung
| Jahr                       | 1962 | 1968 | 1975 | 1982 | 1990 | 1999 | 2008 | 2015 |
| -------------------------- | ---- | ---- | ---- | ---- | ---- | ---- | ---- | ---- |
| Einwohner                  | 213  | 181  | 170  | 164  | 164  | 152  | 165  | 168  |
| Quellen: Cassini und INSEE |      |      |      |      |      |      |      |      |